# Stadio Enrico Rocchi
Lo Stadio Comunale Enrico Rocchi è un impianto sportivo di Viterbo.
È utilizzato per il calcio ed è la sede delle partite casalinghe della U.S. Viterbese, la principale squadra della città e storica società viterbese che ha militato tra i professionisti.   
Nelle stagioni 2021-2022 e 2022-2023 ha ospitato anche gli incontri interni del Monterosi Tuscia in Serie C.

## Descrizione
Noto popolarmente come stadio della Palazzina, dal nome del quartiere in cui sorge, situato nella zona nord-ovest della città, lo stadio comunale Enrico Rocchi è il più grande impianto sportivo di Viterbo, con una capienza di poco inferiore a 6000 spettatori. L'aspetto con cui oggi si presenta è quello risultante dai radicali lavori di ricostruzione avvenuti nel 2007. I due pilastri dell'ingresso principale sono l'unico elemento rimasto dell'impianto originario inaugurato nel 1930.
Lo stadio è composto dalla tribuna centrale, situata sul lato lungo ovest del campo e unica dotata di copertura, e delle curve nord (abituale sede del tifo organizzato della Viterbese) e sud (riservata ai tifosi ospiti). Sul lato lungo est del campo fino al 2007, anno in cui è stata smantellata, esisteva un'altra tribuna scoperta, la tribuna Pratogiardino, dal nome del parco pubblico di Viterbo che si trova accanto allo stadio.
L'ingresso principale dello stadio è su Via della Palazzina (corrispondente al tratto urbano della Cassia), da cui si accede alla tribuna centrale e alla curva nord. L'altro ingresso alla ex tribuna Pratogiardino è su Via Pratogiardino, mentre quello per la curva sud è su Via John Henry Newman, nel quartiere Pilastro.

## Storia
L'impianto fu inaugurato nel 1930 come Stadio del Littorio. Prima della sua costruzione, il principale impianto sportivo di Viterbo per il calcio e altri sport all'aperto era lo Stadio Fulvio Tomassucci nel quartiere Paradiso, di cui non ci sono più tracce.
Durante la seconda guerra mondiale venne pesantemente colpito dai bombardamenti e per riempire le grandi buche createsi sul campo furono utilizzati gli sterri delle macerie degli edifici distrutti, mentre le porte vennero ricostruite utilizzando dei vecchi pali del telegrafo. L'impianto aveva soltanto la tribuna centrale e al posto dell'attuale curva sud esisteva un campo di allenamento. Lungo il lato prospiciente il parco di Pratogiardino sono esistite baracche temporanee che ospitavano gli sfollati dalla guerra. Dopo il conflitto lo stadio riprese subito a ospitare le partite della Viterbese. Nel 1967 fu realizzato il manto erboso, tuttora esistente.
Nel 1995 è stato intitolato a Enrico Rocchi, imprenditore romano e presidente della Viterbese dal 1967 al 1972, molto amato in città. Realizzò il primo manto erboso dello stadio e condusse il club gialloblù a una storica promozione in Serie C nel 1970.

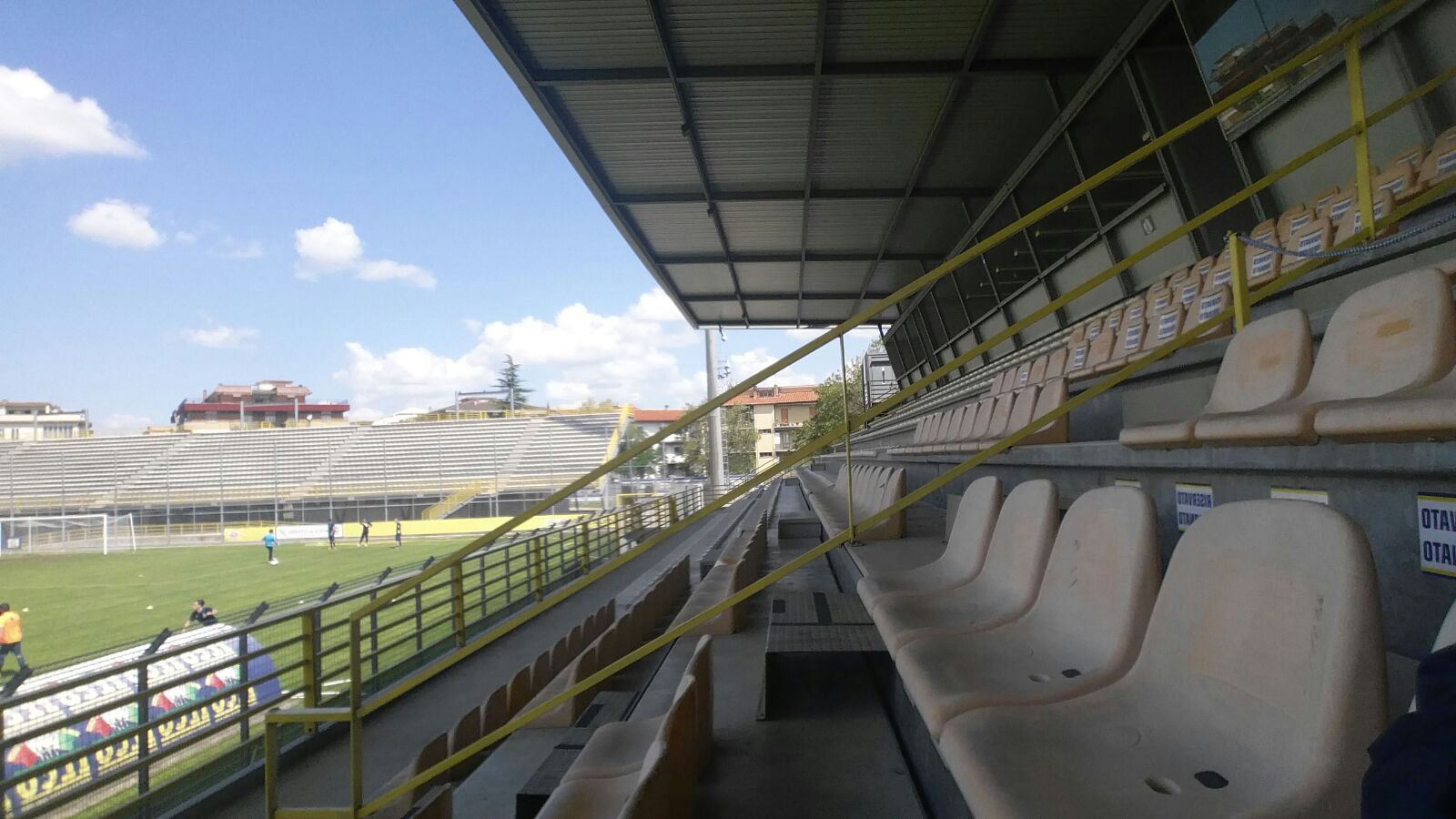
Tribuna centrale dello stadio nel 2016

Lo stadio, oltre alla tribuna centrale (sul lato lungo ovest), era composto dalla tribuna Pratogiardino (sul lato lungo est) e dalla curva nord, realizzate con tubi Innocenti. Negli anni '80 venne smantellata anche la curva e rimasero in piedi soltanto le due tribune.

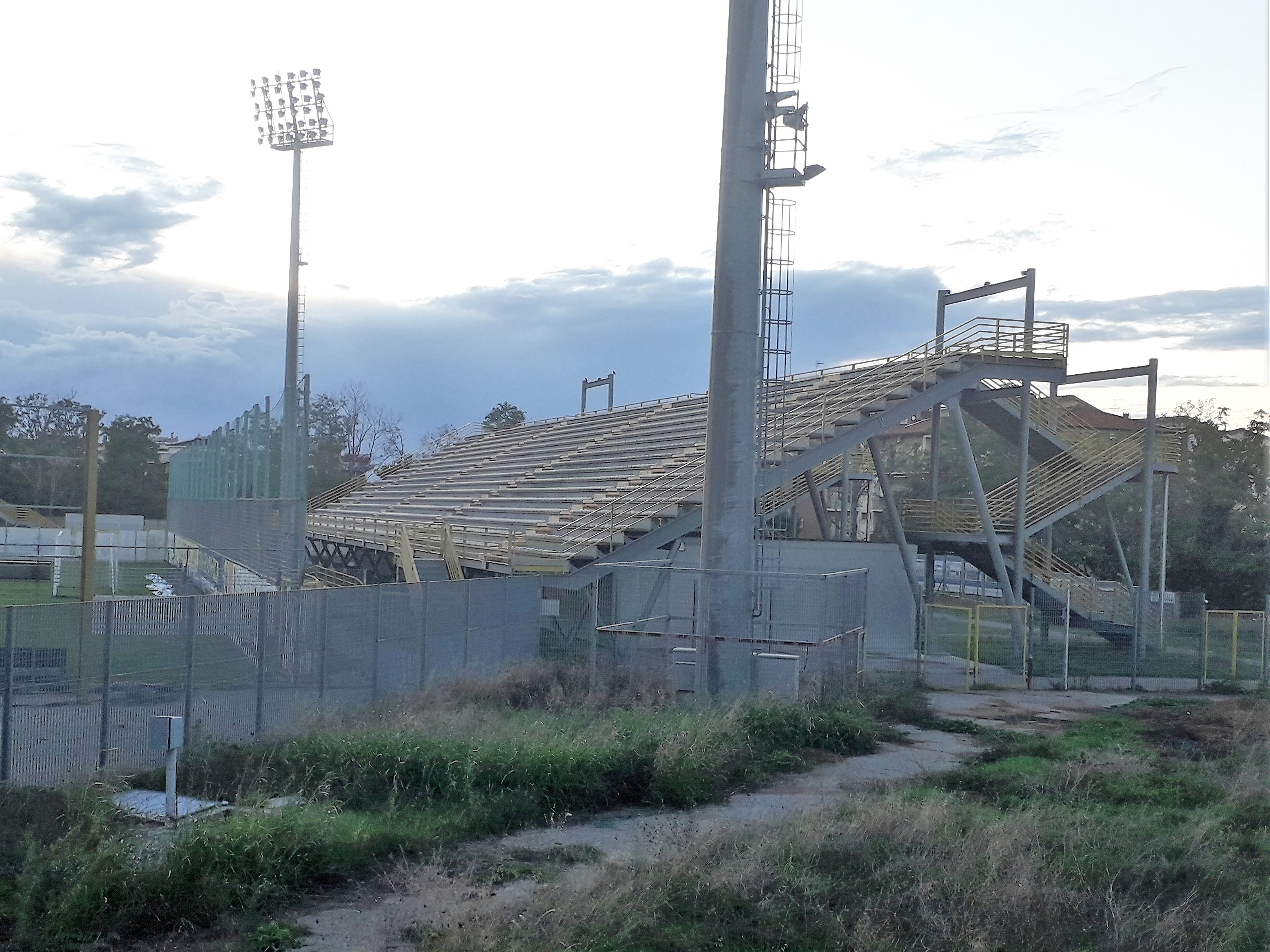
Curva Nord

Con la promozione in Serie C2 della squadra gialloblù nella stagione 1995-1996 lo stadio venne parzialmente ristrutturato ricostruendo la curva nord, successivamente ampliata fino a 1.400 spettatori, e installando la curva sud portata a 1.100 posti per un totale di circa 4.500 posti. Nell'aprile 2007, infine, lo stadio venne completamente demolito (compresa la storica tribuna centrale risalente alla costruzione originaria del 1930) per poi essere ricostruito. Lo stadio comunale Enrico Rocchi si presenta, oggi, soltanto con le due curve e la tribuna centrale, senza più la quarta tribuna, ovvero la Pratogiardino, ma con una capienza che è stata aumentata a poco meno di 6.000 posti.
La decisione da parte del Comune di Viterbo, per ottemperare alle disposizioni in materia di sicurezza e ordine pubblico, di destinare l'intero spazio allora occupato dalla tribuna Pratogiardino a parcheggio per i mezzi delle forze dell'ordine in servizio alle partite non è mai piaciuta ai tifosi della Viterbese, che hanno ritenuto la decisione piuttosto esagerata oltre che negativa per l'estetica dello stadio.
Il 6 giugno 2016 sono iniziati i lavori di adeguamento dell'impianto per poter essere utilizzato dalla Viterbese in Lega Pro nella stagione di Lega Pro 2016-2017, inoltre, dal 31 marzo 2017 lo stadio è omologato per ospitare le partite in notturna grazie all'installazione del generatore d'emergenza, previsto dalle norme degli impianti sportivi di Lega Pro.
Nell'estate 2019, in ottemperanza alle nuove regole sulla sicurezza degli stadi, sono stati installati i nuovi seggiolini della tribuna centrale, in prevalenza di colore blu con alcuni gialli a formare la parola "Viterbese". Entro il 2026 è prevista una nuova e completa riqualificazione dello stadio, con ricostruzione della tribuna Pratogiardino e altre migliorie.
Nel 2023, dopo la retrocessione della Viterbese dalla Lega Pro, il Comune di Viterbo non rinnova la concessione in scadenza il 30 giugno. Nel 2024 è iniziato l'iter per il passaggio di proprietà dalla Regione Lazio al Comune di Viterbo che, dopo aver ottenuto il comodato d'uso, ha affidato lo stadio fino al 30 giugno 2025 alla società "Capitolina Servizi Energia", proprietaria della Faul Cimini Viterbo.